# 콘트라단자

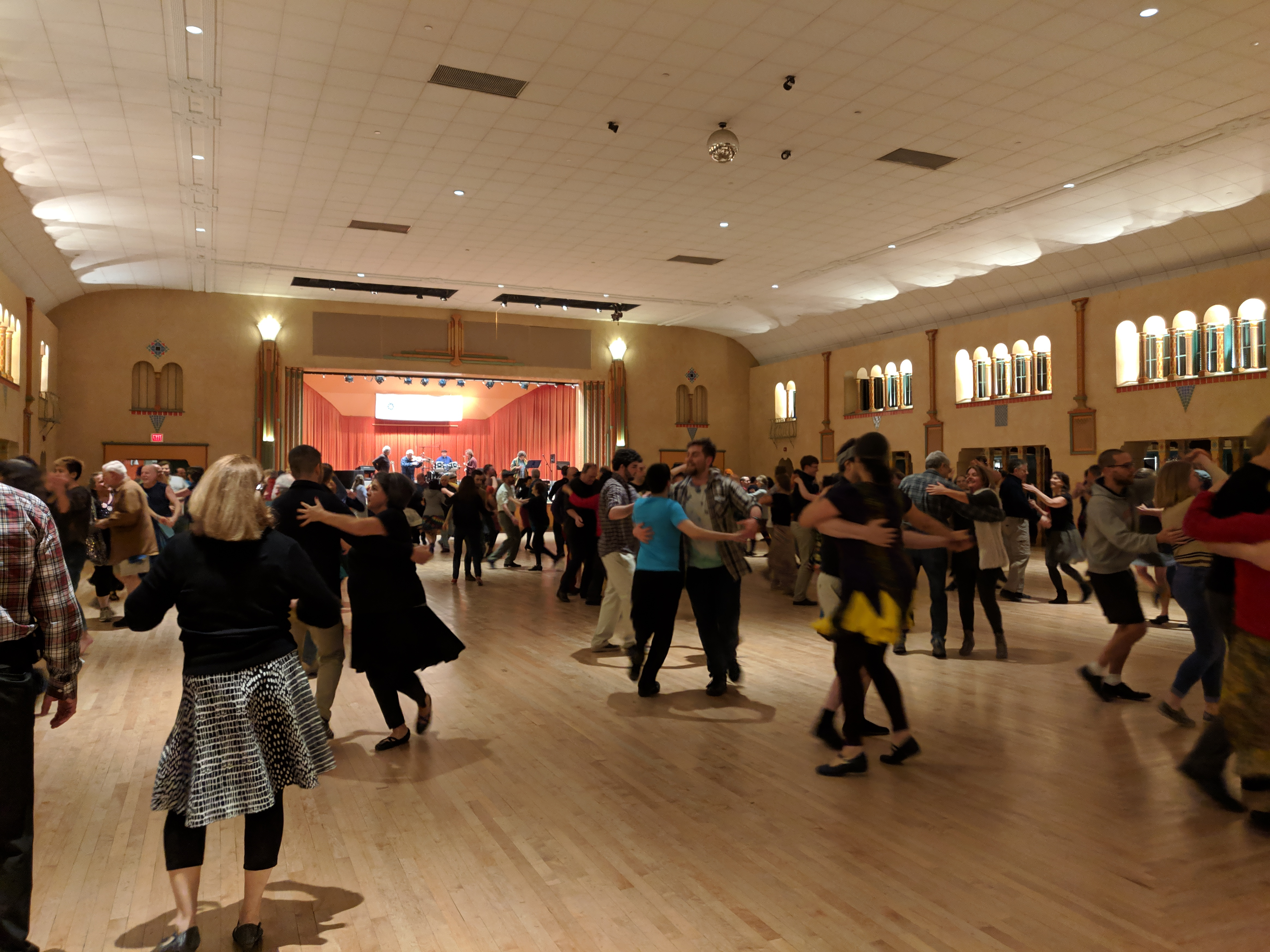

콘트라단자(contradanza) 또는 하바네라(habanera)는 컨트리 댄스의 스페인 및 스페인-미국 버전으로, 18세기에 국제적으로 대중적인 스타일의 음악, 춤이다.
쿠바에서는 19세기 중요한 장르가 되었는데, 영국 무곡이 에스파냐를 거쳐 쿠바에 전해져 흑인의 손을 거쳐 19세기에 이르러 탄생된 것이다. 2박자로 된 완만한 것으로, 리듬은 이라디엘의 <라 팔로마>나 조르주 비제의 <카르멘>에서 보아 알 수 있듯이 독특하다.

## 같이 보기
- 카드리유

## 참고 문헌
- 이 문서에는 다음커뮤니케이션(현 카카오)에서 GFDL 또는 CC-SA 라이선스로 배포한 글로벌 세계대백과사전의 "하바네라" 항목을 기초로 작성된 글이 포함되어 있습니다.